# Коломиец, Владимир Евпатиевич
Вла́димир Евпа́тиевич Коломи́ец (29 декабря 1940, Новоград-Волынский — 17 декабря 2021) — советский и украинский архитектор.

## Биография
Родился 29 декабря 1940 года в городе Новоград-Волынский (ныне Житомирская область, Украина).
К числу построенных по его проекту зданий относятся:
- ресторан «Дубки» (1970)
- филиал Центрального музея В. И. Ленина (1978—1982, теперь культурный центр «Украинский дом»);
- гостиница «Турист» (1984);
- библиотека НАН Украины, Национальная библиотека имени В. И. Вернадского (1988);
- жилой массив «Троещина», теперь Вигуровщина-Троещина (1980—1985);
- жилой дом на Крещатике (1984—1985);
- спортивно-оздоровительный комплекс на проспекте Ватутина (1995—1996), все в Киеве и в соавторстве.

## Награды и премии
- Государственная премия УССР имени Т. Г. Шевченко (1985) — за архитектуру Киевского филиала Центрального музея В. И. Ленина
- Государственная премия Украины в области архитектуры (2001)